# У добру и злу
У добру и злу је хрватска теленовела из 2024. године ауторке Наташе Буљан која се емитује на телевизији Нова.

## Радња
Вељко Срића је човек кога сви воле. Успешан предузетник, вољени супруг и отац троје деце, води живот из снова. Међутим, иза те наизглед савршене фасаде крије се шокантна тајна - паралелни живот и друга породица у Сарајеву. Вељко је чувао тајну двадесет и пет година, али када сазна да му је остало још два месеца живота, одлучује да се суочи са истином и окупи обе породице под једним кровом. Његово признање покреће лавину емоција, сукоба и непредвидљивих догађаја.

## Улоге
| Глумац                  | Улога                     |
| ----------------------- | ------------------------- |
| Филип Јуричић           | Вељко Срића               |
| Ива Михалић             | Ивана Ореб                |
| Мирна Медаковић         | Марина Срића              |
| Ксенија Пајић           | Дивна Срића               |
| Аммар Мешић             | Кашмир Срића „Миро”       |
| Лана Ујевић             | Ника Срића                |
| Тома Медвешек           | Јаков Срића               |
| Филип Будимир           | Вили Срића                |
| Ивона Драгаш Билогревић | Леа Срића                 |
| Жарко Радић             | Људевит Мркоњић „Љубо”    |
| Катарина Бабан          | Петра Мајдак              |
| Енес Вејзовић           | Јоцо Праљак               |
| Марија Кланац           | Уна Праљак                |
| Тања Смоје              | Ружица                    |
| Момчило Оташевић        | Звонимир Црногорац „Црни” |
| Филип Детелић           | Тома                      |
| Игор Ковач              | Славен Поје               |
| Мартина Стјепановић     | Зринка Ореб               |
| Роберт Племић           | Драго Шимат               |
| Лана Медар              | Лорена Шимат              |
| Тена Јеић Гајски        | Габријела Црногорац       |
| Ива Шимић               | Жељка                     |
| Дора Димић Ракар        | Тереза                    |
| Јелена Михољевић        | Сања Шимат                |
| Ана Бегић Тахири        |                           |
| Амар Селимовић          |                           |

## Занимљивости
Прва серија Нове ТВ која се снима у новим студијским просторијама у Бузину.
Прва улога у Хрватској за српског глумца Аммара Мешића, уједно и у хрватској теленовели.
Серија је настала према идеји Горана Куленовића "Блаж међу женама" која је победила да конкурсу Нове ТВ за нову оригиналну серију и првобитно је требала бити хумористичка теленовела. Уласком Наташе Буљан и Дее Матас у пројекат, серија је променила жанр.
Повратак глумца Роберта Племића на мале екране после шеснаест година након улоге у сапуници Забрањена љубав.